# Соколівська сільська рада (Зміївський район)
Соколі́вська сільська́ ра́да — адміністративно-територіальна одиниця та орган місцевого самоврядування у Зміївському районі Харківської області. Адміністративний центр — село Соколове.

## Загальні відомості
- Соколівська сільська рада утворена в 1920 році.
- Територія ради: 61,528 км²
- Населення ради: 1 623 особи (станом на 2001 рік)
- Територією ради протікає річка Мжа.

## Населені пункти
Сільській раді підпорядковані населені пункти:
- с. Соколове
- с. Бірочок Другий
- с. Вилівка
- с. Глибока Долина
- с. Гришківка

## Склад ради
Рада складається з 16 депутатів та голови.
- Голова ради: Мураєв Геннадій Кузьмич

### Керівний склад попередніх скликань
| Прізвище, ім'я, по батькові | Основні відомості                                                                       | Дата обрання | Дата звільнення |
| --------------------------- | --------------------------------------------------------------------------------------- | ------------ | --------------- |
| Ткаченко Іван Трохимович    | Сільський голова, 1948 року народження                                                  | 26.03.2006   | 31.10.2010      |
| Мураєв Геннадій Кузьмич     | Сільський голова, 1951 року народження, освіта середня спеціальна, член Партії регіонів | 31.10.2010   |                 |

Примітка: таблиця складена за даними сайту Верховної Ради України

### Депутати
За результатами місцевих виборів 2010 року депутатами ради стали:

#### За суб'єктами висування
| Суб'єкт висування                                       | Кількість обраних депутатів | %    |
| ------------------------------------------------------- | --------------------------- | ---- |
| Партія регіонів                                         | 10                          | 62,5 |
| Політична партія «Сильна Україна»                       | 2                           | 12,5 |
| Самовисування                                           | 2                           | 12,5 |
| Партія «Відродження»                                    | 1                           | 6,3  |
| Політична партія Всеукраїнське об'єднання «Батьківщина» | 1                           | 6,3  |

#### За округами
| № округу                                                | Прізвище, ім'я, по батькові     | Дата визнання обраним | Освіта             | Партійна приналежність                        | Відомості про обраного депутата                                  |
| ------------------------------------------------------- | ------------------------------- | --------------------- | ------------------ | --------------------------------------------- | ---------------------------------------------------------------- |
| Партія «ВІДРОДЖЕННЯ»                                    |                                 |                       |                    |                                               |                                                                  |
| 11                                                      | Пономарьов Віктор Олександрович | 03.11.2010            | вища               | член Партії «ВІДРОДЖЕННЯ»                     | Інформаційно-ОбчислювальнийЦентрПівденноїзалізниці, інженер      |
| Партія регіонів                                         |                                 |                       |                    |                                               |                                                                  |
| 1                                                       | Лабунський Вадим Анатолійович   | 03.11.2010            | вища               | член Партії регіонів                          | тимчасово не працює                                              |
| 2                                                       | Кукота Віктор Васильович        | 03.11.2010            | вища               | позапартійний                                 | Зміївськийлісгосп, майстерлісу                                   |
| 3                                                       | Терещенко Ігор Миколайович      | 03.11.2010            | середня            | позапартійний                                 | приватний підприємець                                            |
| 4                                                       | Дахно Сергій Миколайович        | 03.11.2010            | середня            | позапартійний                                 | приватний підприємець                                            |
| 5                                                       | Пальваль Сергій Юрійович        | 03.11.2010            | середня            | позапартійний                                 | фермерськегосподарствоПальвальЮ. Д., керівник                    |
| 7                                                       | Трофименко Людмила Миколаївна   | 03.11.2010            | вища               | позапартійна                                  | Соколівська загальноосвітня школа І-ІІІ ст., директор            |
| 12                                                      | Чуйкова Юлія Володимирівна      | 03.11.2010            | вища               | позапартійна                                  | Соколівськасільськарада, рахівник-касир                          |
| 13                                                      | Пальваль Юрій Дмитрович         | 03.11.2010            | вища               | позапартійний                                 | Фермерське господарствоПальвальЮ.Д, директор                     |
| 14                                                      | Кривко Валентина Анатоліївна    | 03.11.2010            | середня            | позапартійна                                  | приватний підприємець                                            |
| 16                                                      | Крамаренко Вадим Петрович       | 03.11.2010            | середня            | позапартійний                                 | Південназалізниця, упорядникпотягів                              |
| Політична партія Всеукраїнське об'єднання «Батьківщина» |                                 |                       |                    |                                               |                                                                  |
| 15                                                      | Руденко Віра Петрівна           | 03.11.2010            | середня            | член Всеукраїнського об'єднання «Батьківщина» | Харківськийцентральнийпоштамп, оператор                          |
| Політична партія «Сильна Україна»                       |                                 |                       |                    |                                               |                                                                  |
| 8                                                       | Гузійова Наталія Володимирівна  | 03.11.2010            | середня            | член Політичної партії «Сильна Україна»       | Хароківськаобласнатуберкульозналікарня № 1, молодшамедичнасестра |
| 9                                                       | Руденко Ольга Володимирівна     | 03.11.2010            | середня            | член Політичної партії «Сильна Україна»       | СоколівськийБудинок культури, художнійкерівник                   |
| Самовисування                                           |                                 |                       |                    |                                               |                                                                  |
| 6                                                       | Миргород Ольга Миколаївна       | 03.11.2010            | середня спеціальна | позапартійна                                  | станціяшвидкоїмедичноїдопомогиХарквського району, фельдшер       |
| 10                                                      | Бондаренко Віктор Миколайович   | 03.11.2010            | середня            | позапартійний                                 | пенсіонер                                                        |